# Pierre Klossowski
Pierre Klossowski herbu Rola (ur. 9 sierpnia 1905 w Paryżu, zm. 12 sierpnia 2001 tamże) – francuski pisarz, filozof, malarz, syn historyka sztuki Ericha Klossowskiego i malarki Baladine Klossowskiej, brat malarza Balthusa (Baltazara Kłossowskiego).

## Życie i twórczość
Urodzony w Paryżu, jako członek polskiej rodziny szlacheckiej Kłossowskich herbu Rola, już w dzieciństwie cieszył się opieką intelektualną Rainera Marii Rilkego (który przez wiele lat był przyjacielem jego matki po separacji z ojcem). W latach dwudziestych pracował dla André Gide'a jako jego prywatny sekretarz i współwydawca trylogii wyrażającej jego filozofię odkrywania samego siebie przez hedonizm i eksperymenty seksualne. We wczesnych latach trzydziestych mentorem Klossowskiego miał się stać markiz de Sade, którego dziełu poświęcił wiele własnych prac, zajmując się filozoficznymi implikacjami sadycznego ekscesu, przemocy i amoralności. W owym okresie Klossowski przystąpił do ruchu surrealistycznego - poznał wówczas Roberta Desnosa, Paula Eluarda i Georges’a Bataille’a. 
Zafascynowany nowymi technologiami oraz tym, jaką rolę mogą one odegrać w życiu kulturalnym, Klossowski zajął się dziełem Waltera Benjamina, którego esej o Dziele sztuki w okresie reprodukcji mechanicznej przełożył na francuski. Zainteresowania teologią sprawiły w końcu, że pod koniec 1939 roku Klossowski wstąpił do zakonu dominikanów w Lesse. II wojnę światową spędził na studiach teologicznych, pracował również, pełniąc posługę duszpasterską w obozie dla internowanych w Vichy, ostatecznie jednak – nie otrzymując święceń kapłańskich – tuż przed wyzwoleniem porzucił klasztor i zakon. 
Jako członek założyciel powołanej do życia w 1944 roku grupy Dieu vivant, zajmującej się problematyką moralną w związku z okupacją, Klossowski przystąpił też pod koniec lat czterdziestych do ruchu egzystencjalistycznego - pisał wówczas do Les Temps Modernes. W 1954 roku Klossowski opublikował Roberte ce soir – drugą nowelę i pierwszą część trylogii erotycznej. Zachęcony przez wydawcę, by opublikować wersję „luksusową” - ilustrowaną (miała być sprzedawana w subskrypcji, by uniknąć konfiskaty przez cenzurę) – zwrócił się do swego brata Balthasara (znanego lepiej jako Balthus) z prośbą o wykonanie grafik. Wykonane przez brata prace nie zadowoliły pisarza – w ten sposób sam zaczął malować, zachęcany zresztą do tego przez Bataille’a, Giacomettiego i André Massona.
W 1969 roku Klossowski opublikował Nietzsche et le cercle vicieux – pracę, która miała wywrzeć wielki wpływ na innych współczesnych mu filozofów, wśród których znaleźli się: Michel Foucault, Gilles Deleuze, Jean-François Lyotard.

## Wybrane dzieła
- Sade mon prochain, Paris, Seuil, 1947
- La Vocation suspendue, Paris: Gallimard,1950
- Un si funeste désir Paris: Gallimard, 1963
- Le Baphomet, Paris, Mercure de France, 1965
- Les Lois de l'hospitalité Paris: Gallimard, 1965 (Robertetrilogie: La Révocation de l'Édit de Nantes (1959), Roberte ce soir (1954) und Le Souffleur (1960))
- Roberte Ce Soir and the Revocation of the Edict of Nantes, Dalkey Archive Press, 2002, ISBN 1-56478-309-X
- Nietzsche et le cercle vicieux, Paris, Mercure de France, 1969
- Le Bain de Diane, Paris, Gallimard, 1980
- Écrits d'un monomane: Essais 1933-1939, Paris: Gallimard, 2001
- Tableaux vivants: Essais critiques 1936-1983, Paris: Gallimard, 2001
- L'adolescent immortel, Paris: Gallimard, 2001
- La Monnaie vivante, Paris: Gallimard, 2003

## Tłumaczenia tekstów na język polski
- Sade, mój bliźni, przełożyli Bogdan Banasiak i Krzysztof Matuszewski, Spacja-Aletheia, Warszawa 1992 (Sade mon prochain 1947)
- Nietzsche i błędne koło, przełożył Bogdan Banasiak, Wydawnictwo KR, Warszawa 1996 (Nietzsche et le cercle vicieux 1969)